# Unification communiste d'Espagne
Unification communiste d'Espagne (en espagnol : Unificación Comunista de España ; UCE) est un parti politique espagnol qui se définit comme marxiste-léniniste-maoïste (maoïste), fondé en 1973 — à la fin du franquisme — et légalisé en 1978.
Plusieurs médias,, et rapports académiques ont décrit l'UCE comme une secte ; certains d'entre eux dénoncèrent publiquement avoir reçu des demandes de rétractation pour avoir publié ces informations. Parmi les spécialistes ou organisations qui ont caractérisé ce parti comme une secte figurent l'ONG catalane Atención e Investigación de Socioadicciones (AIS, consacrée depuis 1977 à l'étude des sectes en Espagne) ou le site internet HemeroSectas, coordonné par le spécialiste Miguel Perlado (psychologue et thérapeute, qui a inclus à plusieurs reprises l'UCE dans sa base de données, accessible en ligne). D'autre part, les personnes touchées et lésées par les pratiques de cette organisation politique se sont organisées et ont créé un site d'aide et d'information dans lequel elles rassemblent témoignages et documents.

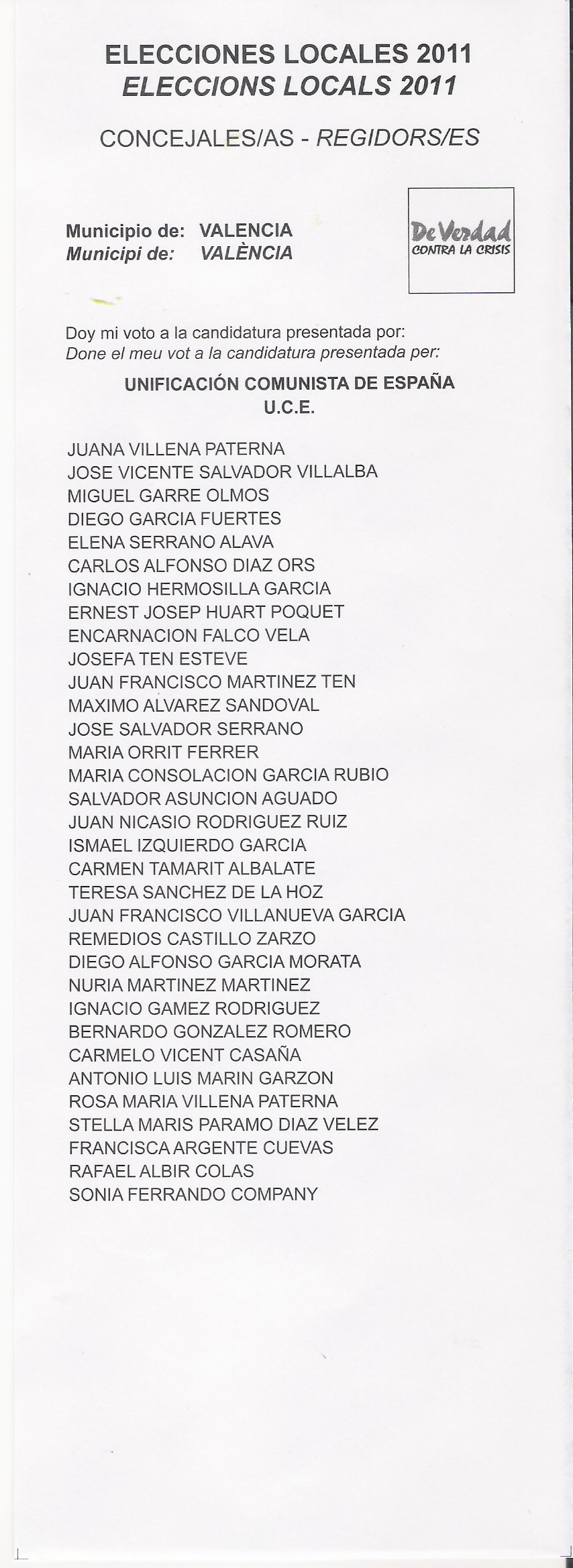
Liste du parti pour les élections municipales de Valence en 2011.

Entre 1989 à 2000, le parti demande le vote pour Izquierda Unida, bien que ne faisant pas partie de la coalition. Plus tard, il demande le vote pour Ciudadanos et Unión Progreso y Democracia,. Le parti se présente aux élections générales de 2011, où  il obtient de très modestes résultats — 16 148 votes, soit 0.06 % des suffrages exprimés —. En 2014, le parti est à l'origine de Recortes Cero,, d'abord un regroupement d'électeurs (es), plus tard constitué en coalition électorale, avec la participation d'autres partis comme Los Verdes-Grupo Verde (es) ou Partido Castellano-Tierra Comunera (es). La même année, le Parti carliste recommande de voter pour Recortes Cero.